# Feel My Soul
Feel My Soul è un brano musicale della cantante giapponese Yui, pubblicato come suo secondo singolo il 23 febbraio 2005. Il brano è incluso nell'album From Me to You, primo lavoro della cantante. Il singolo ha raggiunto la ottava posizione della classifica Oricon dei singoli più venduti in Giappone, ed ha venduto 107 930 copie. Il brano è stato utilizzato come tema musicale del dorama televisivo Fukigen na Gene.

## Tracce
CD Singolo SRCL-5880
1. Feel My Soul - 3:50
2. Free Bird - 2:58
3. Why Me - 4:06
4. Feel My Soul ~Instrumental~ - 3:50

## Classifiche
| Classifica (2005) | Posizione più alta |
| ----------------- | ------------------ |
| Giappone (Oricon) | 8                  |